# اینتراکاستل سیتی (لوئیزیانا)
اینتراکاستل سیتی (به انگلیسی: Intracoastal City) یک شهرک در ایالات متحده آمریکا است که در پریش ورمیلین، لوئیزیانا واقع شده‌است.